# Ted Staffen
Ted Staffen est un homme politique (yukonnais) canadien. Il a été le député de la circonscription électorale de Riverdale Nord de 2002 à 2011 et il a été le président de l'Assemblée législative du Yukon. Il est membre du Parti du Yukon.
Ted vit au Yukon depuis 1969. Il réside à Whitehorse avec sa femme Susan, puis aussi ses deux garçons enfants, Jess et Bailey.
Il ne se représenta pas à l'élection yukonnaise du 11 octobre 2011.